# Discografia di Mary J. Blige
La discografia di Mary J. Blige comprende 11 album in studio, 2 album di remix, 2 album dal vivo e 3 raccolta di successi.

## Album

### Album in studio
| Anno | Dettagli | Posizioni in classifica | Posizioni in classifica | Posizioni in classifica | Posizioni in classifica | Posizioni in classifica | Posizioni in classifica | Posizioni in classifica | Posizioni in classifica | Posizioni in classifica | Certificazioni                                   |
| Anno | Dettagli | USA                     | UK                      | CAN                     | AUS                     | NZ                      | GER                     | AUT                     | SWI                     | FRA                     | Certificazioni                                   |
| ---- | --- | ----------------------- | ----------------------- | ----------------------- | ----------------------- | ----------------------- | ----------------------- | ----------------------- | ----------------------- | ----------------------- | ------------------------------------------------ |
| 1992 | What's the 411? - Pubblicato: Luglio 28, 1992 - Etichetta: Uptown / MCA                                     | 6                       | 53                      | —                       | —                       | —                       | —                       | —                       | —                       | —                       | - US: 3× Platino                                 |
| 1994 | My Life - Pubblicato: Novembre 29, 1994 - Etichetta: Uptown / MCA                                           | 7                       | 59                      | —                       | —                       | —                       | —                       | —                       | —                       | —                       | - CAN: Oro - US: 3× Platino                      |
| 1997 | Share My World - Pubblicato: Aprile 22, 1997 - Etichetta: MCA                                               | 1                       | 8                       | 4                       | —                       | 37                      | 37                      | —                       | 41                      | 31                      | - CAN: Platino - USA: 3× Platino - UK: Oro       |
| 1999 | Mary - Pubblicato: Agosto 17, 1999 - Etichetta: MCA                                                         | 2                       | 5                       | 5                       | —                       | —                       | 38                      | —                       | 16                      | 51                      | - CAN: Oro - US: 2× Platino - UK: Argento        |
| 2001 | No More Drama - Pubblicato: Agosto 28, 2001 - Etichetta: MCA                                                | 2                       | 4                       | 5                       | 36                      | 31                      | 13                      | 17                      | 7                       | 8                       | - CAN: 2× Platino - US: 3× Platino - UK: Platino |
| 2003 | Love & Life - Pubblicato: Agosto 26, 2003 - Etichetta: Geffen                                               | 1                       | 8                       | 6                       | 62                      | —                       | 21                      | 49                      | 3                       | 18                      | - USA: Platino - UK: Oro                         |
| 2005 | The Breakthrough - Pubblicato: Dicembre 20, 2005 - Etichetta: Matriarch / Geffen                            | 1                       | 22                      | 13                      | 19                      | —                       | 28                      | 42                      | 7                       | 25                      | - USA: 3× Platino - UK: Oro                      |
| 2007 | Growing Pains - Pubblicato: Dicembre 18, 2007 - Etichetta: Matriarch / Geffen                               | 1                       | 6                       | 41                      | —                       | —                       | 48                      | 36                      | 6                       | 73                      | - USA: Platino - UK: Oro                         |
| 2009 | Stronger with Each Tear - Pubblicato: Dicembre 21, 2009 - Etichetta: Matriarch / Geffen                     | 2                       | 33                      | 42                      | —                       | —                       | —                       | —                       | 66                      | —                       | - USA: Oro                                       |
| 2011 | My Life II... The Journey Continues (Act 1) - Pubblicato: Novembre 21, 2011 - Etichetta: Matriarch / Geffen | 5                       | 2                       | 76                      | —                       | —                       | —                       | —                       | 31                      | 143                     | - USA: Oro                                       |
| 2013 | A Mary Christmas - Pubblicato: Ottobre 15, 2013 - Etichetta: Matriarch / Geffen                             | —                       | —                       | —                       | —                       | —                       | —                       | —                       | —                       | —                       | - USA:                                           |
| 2014 | The London Sessions - Pubblicato: Novembre 24, 2014 - Etichetta: Capitol Records                            | —                       | —                       | —                       | —                       | —                       | —                       | —                       | —                       | —                       | - USA:                                           |

### Raccolte
| Anno | Dettagli                                                                                         | Posizioni in classifica | Posizioni in classifica | Posizioni in classifica | Posizioni in classifica | Posizioni in classifica | Posizioni in classifica | Posizioni in classifica | Posizioni in classifica | Posizioni in classifica | Certificazioni |
| Anno | Dettagli                                                                                         | USA                     | UK                      | CAN                     | AUS                     | NZ                      | GER                     | AUT                     | SWI                     | FRA                     | Certificazioni |
| ---- | ------------------------------------------------------------------------------------------------ | ----------------------- | ----------------------- | ----------------------- | ----------------------- | ----------------------- | ----------------------- | ----------------------- | ----------------------- | ----------------------- | -------------- |
| 1993 | What's the 411? Remix - Pubblicato: 17 dicembre 1993 - Etichetta: Uptown / MCA                   | 18                      | —                       | —                       | —                       | —                       | —                       | —                       | —                       | —                       | - USA: Oro     |
| 1998 | The Tour - Pubblicato: 28 luglio 1998 - Etichetta: MCA                                           | 21                      | —                       | —                       | —                       | —                       | —                       | —                       | —                       | —                       | - USA: Oro     |
| 2000 | Ballads - Pubblicato: 20 dicembre 2000 - Etichetta: MCA                                          | —                       | —                       | —                       | —                       | —                       | —                       | —                       | —                       | —                       |                |
| 2002 | Dance for Me - Pubblicato: 13 agosto 2002 - Etichetta: MCA                                       | 76                      | —                       | 47                      | —                       | —                       | —                       | —                       | —                       | —                       |                |
| 2006 | My Collection of Love Songs (Live) - Pubblicato: 1º gennaio 2006 - Etichetta: Matriarch / Geffen | —                       | —                       | —                       | —                       | —                       | —                       | —                       | —                       | —                       |                |
| 2006 | Mary J. Blige & Friends - Pubblicato: 14 novembre 2006 - Etichetta: Matriarch / Geffen           | 95                      | —                       | —                       | —                       | —                       | —                       | —                       | —                       | —                       |                |
| 2006 | Reflections: A Retrospective - Pubblicato: 12 dicembre 2006 - Etichetta: Matriarch / Geffen      | 9                       | 40                      | 60                      | —                       | —                       | —                       | 25                      | 19                      | —                       | - UK: Oro      |

## Singoli

### Singoli da solista
| Anno | Singolo                                       | Posizioni in classifica | Posizioni in classifica | Posizioni in classifica | Posizioni in classifica | Posizioni in classifica | Posizioni in classifica | Posizioni in classifica | Posizioni in classifica | Posizioni in classifica | Album                                                                                |
| Anno | Singolo                                       | USA                     | UASA R&B                | USA Dance               | UK                      | AUS                     | NZ                      | FRA                     | NLD                     | SWI                     | Album                                                                                |
| ---- | --------------------------------------------- | ----------------------- | ----------------------- | ----------------------- | ----------------------- | ----------------------- | ----------------------- | ----------------------- | ----------------------- | ----------------------- | ------------------------------------------------------------------------------------ |
| 1992 | "You Remind Me"                               | 29                      | 1                       | —                       | 48                      | —                       | —                       | —                       | —                       | —                       | What's the 411?                                                                      |
| 1992 | "Real Love"                                   | 7                       | 1                       | 36                      | 26                      | —                       | —                       | —                       | —                       | —                       | What's the 411?                                                                      |
| 1992 | "Reminisce"                                   | 57                      | 6                       | —                       | 31                      | —                       | —                       | —                       | —                       | —                       | What's the 411?                                                                      |
| 1992 | "Sweet Thing"                                 | 28                      | 11                      | —                       | —                       | —                       | 48                      | —                       | —                       | —                       | What's the 411?                                                                      |
| 1993 | "Love No Limit"                               | 44                      | 5                       | —                       | —                       | —                       | —                       | —                       | —                       | —                       | What's the 411?                                                                      |
| 1993 | "You Don't Have to Worry"                     | 63                      | 11                      | —                       | 36                      | —                       | —                       | —                       | —                       | —                       | Who's the Man? (colonna sonora) / What the 411? Remix                                |
| 1994 | "My Love" A                                   | —                       | 23                      | —                       | 29                      | —                       | —                       | —                       | —                       | —                       | What the 411?                                                                        |
| 1994 | "Be Happy"                                    | 29                      | 6                       | —                       | 30                      | —                       | —                       | —                       | —                       | —                       | My Life                                                                              |
| 1995 | "Mary Jane (All Night Long)" AB               | —                       | 37                      | —                       | 17                      | —                       | 33                      | —                       | —                       | —                       | My Life                                                                              |
| 1995 | "I'm Goin' Down"                              | 22                      | 13                      | —                       | 12                      | —                       | —                       | —                       | —                       | —                       | My Life                                                                              |
| 1995 | "You Bring Me Joy"                            | 57                      | 29                      | 1                       | —                       | —                       | —                       | —                       | —                       | —                       | My Life                                                                              |
| 1995 | "I Love You"                                  | 57                      | 29                      | 1                       | —                       | —                       | —                       | —                       | —                       |                         | My Life                                                                              |
| 1995 | "(You Make Me Feel like) A Natural Woman"     | 95                      | 39                      | —                       | 23                      | —                       | 15                      | —                       | 46                      | —                       | New York Undercover (colonna sonora) / My Life                                       |
| 1996 | "Not Gon' Cry"                                | 2                       | 1                       | —                       | 39                      | —                       | 12                      | —                       | —                       | —                       | Waiting to Exhale (soundtrack) / Share My World                                      |
| 1997 | "Love Is All We Need" (featuring Nas)         | —                       | —                       | 1                       | 15                      | —                       | 7                       | —                       | —                       | —                       | Share My World                                                                       |
| 1997 | "I Can Love You" (featuring Lil Kim)          | 28                      | 2                       | —                       | —                       | —                       | —                       | —                       | —                       | —                       | Share My World                                                                       |
| 1997 | "Everything"                                  | 24                      | 5                       | —                       | 6                       | —                       | 13                      | —                       | —                       | —                       | Share My World                                                                       |
| 1997 | "Missing You"                                 | —                       | —                       | —                       | 19                      | —                       | —                       | —                       | —                       | —                       | Share My World                                                                       |
| 1998 | "Seven Days"                                  | —                       | —                       | —                       | 22                      | —                       | —                       | —                       | —                       | —                       | Share My World                                                                       |
| 1999 | "As" (duetto con George Michael)              | —                       | 57                      | —                       | 4                       | 45                      | 21                      | 27                      | 9                       | 22                      | Mary                                                                                 |
| 1999 | "All That I Can Say"                          | 44                      | 6                       | —                       | 29                      | —                       | —                       | —                       | 91                      | —                       | Mary                                                                                 |
| 1999 | "Deep Inside"                                 | 51                      | 9                       | —                       | 42                      | —                       | —                       | —                       | 81                      | —                       | Mary                                                                                 |
| 1999 | "Your Child"                                  | 106                     | 23                      | 1                       | —                       | —                       | —                       | —                       | —                       | —                       | Mary                                                                                 |
| 2000 | "Give Me You"                                 | 68                      | 21                      | —                       | 19                      | —                       | —                       | —                       | 77                      | 64                      | Mary                                                                                 |
| 2001 | "Family Affair"                               | 1                       | 1                       | —                       | 8                       | 8                       | 2                       | 1                       | 3                       | 4                       | No More Drama                                                                        |
| 2001 | "Dance for Me"                                | —                       | —                       | —                       | 13                      | —                       | —                       | 82                      | 55                      | 50                      | No More Drama                                                                        |
| 2002 | "No More Drama"                               | 15                      | 16                      | 1                       | 9                       | 30                      | 38                      | 42                      | 9                       | 17                      | No More Drama                                                                        |
| 2002 | "Rainy Dayz" (featuring Ja Rule)              | 12                      | 8                       | 6                       | 17                      | —                       | 29                      | —                       | 8                       | 65                      | No More Drama                                                                        |
| 2003 | "Love @ 1st Sight" (featuring Method Man)     | 22                      | 10                      | —                       | 18                      | 32                      | 27                      | 49                      | 56                      | 23                      | Love & Life                                                                          |
| 2003 | "Ooh!"                                        | 26                      | 14                      | —                       | —                       | —                       | —                       | —                       | —                       | —                       | Love & Life                                                                          |
| 2003 | "Not Today" (featuring Eve)                   | 41                      | 21                      | —                       | 40                      | —                       | —                       | —                       | —                       | —                       | Love & Life                                                                          |
| 2003 | "Whenever I Say Your Name" (duetto con Sting) | —                       | 77                      | —                       | 60                      | —                       | —                       | —                       | —                       | 50                      | Love & Life                                                                          |
| 2004 | "It's a Wrap"                                 | —                       | 71                      | —                       | —                       | —                       | —                       | —                       | —                       | —                       | Love & Life                                                                          |
| 2005 | "Be Without You"                              | 3                       | 1                       | 1                       | 32                      | 30                      | 9                       | 22                      | 6                       | 5                       | The Breakthrough                                                                     |
| 2006 | "One" (featuring U2)                          | 86                      | —                       | —                       | 2                       | —                       | —                       | 35                      | 3                       | 2                       | The Breakthrough                                                                     |
| 2006 | "Enough Cryin"                                | 32                      | 2                       | —                       | 46                      | —                       | —                       | —                       | —                       | —                       | The Breakthrough                                                                     |
| 2006 | "Take Me as I Am"                             | 58                      | 3                       | —                       | —                       | —                       | —                       | —                       | —                       | —                       | The Breakthrough                                                                     |
| 2006 | "MJB da MVP" (featuring 50 Cent)              | 75                      | 19                      | —                       | 33                      | —                       | —                       | —                       | —                       | —                       | The Breakthrough / Reflections - A Retrospective                                     |
| 2006 | "We Ride (I See the Future)"                  | 118                     | 38                      | —                       | —                       | —                       | —                       | —                       | —                       | —                       | Reflections - A Retrospective                                                        |
| 2007 | "Just Fine"                                   | 22                      | 3                       | 1                       | 16                      | —                       | —                       | —                       | —                       | —                       | Growing Pains                                                                        |
| 2008 | "Work That"                                   | 65                      | 16                      | —                       | —                       | —                       | —                       | —                       | —                       | —                       | Growing Pains                                                                        |
| 2008 | "Stay Down"                                   | —                       | 34                      | —                       | —                       | —                       | —                       | —                       | —                       | —                       | Growing Pains                                                                        |
| 2009 | "Stronger"                                    | —                       | 84                      | —                       | —                       | —                       | —                       | —                       | —                       | —                       | Music Inspired by More Than a Game / Stronger with Each Tear (International Version) |
| 2009 | "The One" (featuring Drake)                   | 63                      | 32                      | —                       | —                       | —                       | —                       | —                       | —                       | —                       | Stronger with Each Tear                                                              |
| 2009 | "I Am"                                        | 55                      | 4                       | 3                       | 34                      | —                       | —                       | —                       | —                       | —                       | Stronger with Each Tear                                                              |
| 2010 | "Each Tear" (featuring Tiziano Ferro)         | —                       | —                       | —                       | 183                     | —                       | —                       | —                       | —                       | —                       | Stronger with Each Tear                                                              |
| 2010 | "We Got Hood Love" (featuring Trey Songz)     | —                       | 25                      | —                       | —                       | —                       | —                       | —                       | —                       | —                       | Stronger with Each Tear                                                              |

#### Singoli promozionali e altre canzoni
| Anno | Canzone                                          | US R&B | US Dance | Album                                         |
| ---- | ------------------------------------------------ | ------ | -------- | --------------------------------------------- |
| 1993 | "I Don't Want to Do Anything" (with K-Ci Hailey) | 86     | —        | What's the 411?                               |
| 1995 | "My Life"                                        | —      | —        | My Life                                       |
| 1995 | "Everyday It Rains"                              | —      | —        | The Show (soundtrack)                         |
| 1995 | "Everlasting Love"                               | —      | —        | Rhythm of the Games: 1996 Olympic Games Album |
| 1997 | "It's On" (featuring R. Kelly)                   | —      | —        | Share My World                                |
| 1998 | "A Dream"                                        | —      | —        | Money Talks (soundtrack)                      |
| 1998 | "Beautiful"                                      | —      | —        | How Stella Got Her Groove Back soundtrack     |
| 2000 | "Sincerity" (featuring Nas & DMX)                | 72     | —        | Mary                                          |
| 2000 | "Let No Man Put Asunder"                         | —      | 20       | Mary                                          |
| 2000 | "Someday at Christmas"                           | 87     | —        | My Christmas Album                            |
| 2002 | "He Think I Don't Know"                          | —      | 15       | No More Drama                                 |
| 2006 | "Baggage"                                        | 104    | —        | The Breakthrough                              |
| 2006 | "Ain't Really Love"                              | 73     | —        | The Breakthrough                              |
| 2008 | "Hurt Again"                                     | 55     | —        | Growing Pains                                 |
| 2010 | "I Feel Good"                                    | 68     | —        | Stronger with Each Tear                       |
| 2010 | "Good Love" (featuring T.I.)                     | 56     | —        | Stronger with Each Tear                       |

### Singoli da ospite
| Anno | Singolo                                                                                          | USA | USA R&B | UK  | Album                           |
| ---- | ------------------------------------------------------------------------------------------------ | --- | ------- | --- | ------------------------------- |
| 1993 | "Check It Out" (Grand Puba featuring Mary J. Blige)                                              | -   | 85      | -   | Reel to Reel                    |
| 1995 | "I'll Be There for You/You're All I Need to Get By" (Method Man featuring Mary J. Blige)         | 3   | 1       | 10  | Tical                           |
| 1997 | "Can't Knock the Hustle" (Jay-Z featuring Mary J. Blige)                                         | 73  | 35      | 30  | Reasonable Doubt                |
| 1999 | "Lean on Me" (Kirk Franklin featuring Mary J. Blige, Bono, R. Kelly, Crystal Lewis & The Family) | 79  | 26      | -   | The Nu Nation Project           |
| 2000 | "911" (Wyclef Jean featuring Mary J. Blige)                                                      | 38  | 6       | 9   | The Ecleftic: 2 Sides II A Book |
| 2001 | "Back 2 Life 2001" (DJ Clue feat. Mary J. Blige & Jadakiss)                                      | -   | 57      | -   | The Professional 2              |
| 2002 | "Come Close" (Common featuring Mary J. Blige)                                                    | 65  | 27      | -   | Electric Circus                 |
| 2004 | "I Try" (Talib Kweli featuring Mary J. Blige)                                                    | -   | 77      | 59  | The Beautiful Struggle          |
| 2005 | "Ain't No Way" (Patti LaBelle featuring Mary J. Blige)                                           | -   | 62      | 190 | Classic Moments                 |
| 2006 | "Be Easy" (Young Hot Rod featuring Mary J. Blige)                                                | 85  | -       | -   | Fastlane                        |
| 2006 | "Runaway Love" (Ludacris featuring Mary J. Blige)                                                | 2   | 3       | 52  | Release Therapy                 |
| 2007 | "Wake Up Call (Mark Ronson Remix)" (Maroon 5 featuring Mary J. Blige)                            | -   | -       | -   | Download-only single            |
| 2007 | "You're Welcome" (Jay-Z featuring Mary J. Blige)                                                 | -   | 55      | -   | Unreleased                      |
| 2008 | "Just Stand Up!" (with various female artists)                                                   | 11  | 83      | 26  | Charity single                  |
| 2008 | "IfULeave" (Musiq Soulchild featuring Mary J. Blige)                                             | 71  | 8       | -   | OnMyRadio                       |
| 2009 | "Remember Me" (T.I. featuring Mary J. Blige)                                                     | 29  | 42      | 34  | Paper Trail: Case Closed        |
| 2009 | "This Is to Mother You" (Sinéad O'Connor featuring Mary J. Blige)                                | -   | -       | -   | /                               |
| 2010 | "Hard Times Come Again No More" (featuring The Roots)                                            | -   | -       | -   | Hope For Haiti Now              |
| 2010 | "Bridge over Troubled Water" (duetto con Andrea Bocelli)                                         | 75  | -       | -   | Charity single                  |

## DVD
- 2004 - Live from Los Angeles
- 2004 - An Intimate Evening with Mary J. Blige: Live from The House of Blues